# 粗吻虹銀漢魚
粗吻虹銀漢魚，為輻鰭魚綱銀漢魚目虹銀漢魚科變色虹銀漢魚的其中一亚種，分布於新幾內亞Aramia河至Etna灣淡水流域，為熱帶魚類，體長可達12.5公分，棲息在溪流、湖泊、潟湖底中層水域，生活習性不明。

## 擴展閱讀
維基物種上的相關：粗吻虹銀漢魚